# Dacryodes colombiana
Dacryodes colombiana är en tvåhjärtbladig växtart som beskrevs av José Cuatrecasas. Dacryodes colombiana ingår i släktet Dacryodes och familjen Burseraceae. Inga underarter finns listade i Catalogue of Life.